# Weiss (efternamn)
Weiss, även Weiß och Weisz,  är ett tyskt efternamn, som burits av bland andra:

- Alexander Weiss (1924–1987), svensk författare
- Annie Quensel, född Weiss (1886–1933), österrikisk-svensk zoolog
- Bernhard Weiß (1827–1918), tysk teolog
- Bianca Weiss (född 1968), tysk landhockeyspelare
- Birte Weiss (född 1941), dansk politiker (S), journalist och före detta minister
- Brian Weiss (född 1944), amerikansk  psykiater, psykoterapeut och författare
- Christian Samuel Weiss (1780–1856), tysk mineralog
- David Weiss (född 1980), svensk skådespelare
- David Weiss (1946–2012), schweizisk konstnär
- D.B. Weiss (född 1971),  amerikansk manusförfattare, TV-regissör och TV-producent (Game of Thrones)
- Emanuel Weiss (1837–1870), schweizisk botaniker
- Ernst Weiss (1882–1940), österrikisk läkare och författare
- F. Weiss (1822–1882), tysk-svensk litograf och porträttmålare
- Franz Weiss (1778–1830), tysk-österrikisk altviolinist och tonsättare
- Geza L. Weiss (1904–1944), tysk skådespelare
- Gunilla Palmstierna-Weiss (1928–2022), svensk scenograf, kostymtecknare, skulptör och keramiker
- Hermann Weiß (född 1909), österrikisk ishockeyspelare
- Ingrid Franzén-Weiss (född 1929), svensk textilkonstnär
- J.A. Weiss, svensk målare verksam under första hälften av 1700-talet
- Janet Weiss (född 1965), amerikansk trumslagare (Sleater-Kinney, Bright Eyes, m fl)
- Julius Weiss (1814–1898), tysk tonsättare och musikförläggare
- Jean-Jacques Weiss (1827–1891), fransk professor, tidningsman och politiker
- Johannes Weiss (1863–1914), tysk teolog
- Lars Weiss (1946–2021), svensk journalist, TV-chef och författare
- Lennart Weiss (född 1958), svensk debattör och bostadspolitisk expert
- Martin Weiss (1903–1984), tysk SS-officer och kommendant för Vilnius getto
- Martin Weiss (1905–1946), tysk SS-officer och koncentrationslägerkommendant
- Michael T. Weiss (född 1962), amerikansk skådespelare
- Muhammad Asad, född Leopold Weiss (1900–1992), polsk författare och diplomat, pakistansk ambassadör i USA
- Nadja Weiss (född 1972), svensk skådespelare, manusförfattare och regissör
- Ove Weiss (född 1940), dansk journalist och redaktör
- Paul Alfred Weiss (1898–1989), österrikisk-amerikansk biolog
- Peter Weiss (1916–1982), tysk-svensk författare, konstnär och regissör
- Rachel Weisz (född 1970), brittisk skådespelare
- Rainer Weiss (född 1932), tysk-amerikansk fysiker, Nobelpristagare i fysik 2017
- Richard Weiss (1907–1962), schweizisk etnolog
- Simona Weiss (1963–2015), slovensk popsångerska
- Stephen Weiss (född 1983),  kanadensisk ishockeyspelare
- Søren Weiss (1922–2001), dansk skådespelare
- Vladimír Weiss (född 1989), slovakisk fotbollsspelare
- Zoni Weisz  (född 1937), nederländsk florist och porajmosöverlevande